# Cratere Khepri
Khepri è un cratere sulla superficie di Ganimede.